# Бршљан
Бршљан или зеленгора, зимзелен (лат. Hedera helix), је зимзелена дрвена повијушаиз породице Araliaceae. Цвета у периоду од септембра до октобра.

## Опис
Корен је добро развијен, али се не пружа дубоко у подлогу. Стабло је снажно развијено, високо, пречника до 20 цм, приања уз биљку домаћина ситним коренчићима. Кора је у почетку зелена, касније постане смеђа. Млади изданци су у почетку храпави касније губе длачице, као и листови, док су пупољци овални, са шиљатим врхом и садрже љуспице. Листови су режњевити, имају од 3 до 5 режњева, тамнозелени са беличастим туфнама, дебелозидни, дужине 0д 6 до 10 цм, нису седећи. Распоред листова је спиралан. Цветови су двополни, груписани у штитасте цвасти, беличасте боје, пријатног мириса, смештени су на дршкама. Величина цвасти цветова је од 2 до 4 цм. Број круничних листића је 5 као и број прашника, док је тучак само 1; чашични листићи су назубљени. Плод је бобица, тегет боје, са неколико семена. Сазревање плода је у току зимских месеци.

## Расејавање и размножавање
Расејава се помоћу ветра и инсеката, док се размножавање обавља семеном.

## Ареал распрострањености
Европа, Азија, Америка, свуда се среће.

## Станиште
Тамне четинарске или густе листопадне шуме, брдска подручја. Гали се и по вртовима и двориштима као декоративна биљка.

## Употреба и лековитост
Листови бршљана су пронашли примену у лечењу продуктивног кашља и чест су састојак сирупа против кашља. Користе се и терапији као микотици и у антицелулит третманима.

## Галерија
- култивисани варијетет
- Бршљан у природи
- Бршљан
- Hedera helix
- Hedera helix
- Hedera helix